# Юзеф Брудзінський
Юзеф Брудзінський (пол. Józef Polikarp Brudziński) — польський педіатр і невролог, громадський і політичний діяч, засновник медичного факультету Варшавського університету (пол. Wydział Lekarski Uniwersytetu Warszawskiego), перший ректор цього університету. Відомий описом кількох менінгеальних симптомів, які названі на його честь.

## Біографія
Народився в Болево Млавського повіту Плоцької губернії. Син Фелікса Брудзінського та Цецилії Катажини, уродженої Мислінської. Походив із поміщицької родини гербу Правдич. Закінчив 4-ту гімназію у Варшаві (IV Gimnazjum w Warszawie). Через високий ступінь русифікації у Варшавському університеті, куди він поступив, оскільки в розділеній Польщі наприкінці XIX століття були обмежені можливості для вивчення медицини, після першого семестру Брудзінський у січні 1892 року переїхав до Дерпту (нині Тарту в Естонії) і продовжив там медичне навчання з 1891 по 1894 рік у Дерптському університеті. Під час навчання входив до академічної організації Полонського конвенту (Konwent Polonia). Один із його товаришів по університету згадував про Брудзінського так: «він був великим патріотом… видатним характером… Йому притаманні інтелігентність вище середнього, ерудиція та шляхетність». У 1894 році він склав перевідний екзамен і перевівся до Московського університету, який закінчив у 1897 році з дипломом лікаря.
Згідно з тодішніми принципами та звичаями навчання медицини, Брудзінський вирушив у наукову подорож, розпочавши з короткого перебування у Варшаві, щоб пройти стажування у відділенні внутрішньої медицини Православної церковної лікарні. Потім він поїхав до Кракова, де зміг познайомитися з сучасною педіатрією в Університетській клініці дитячих хвороб при госпіталі Св. Людвіка, який тоді очолював професор Мацей Леон Якубовскі. Там Брудзінський остаточно підтвердив свій вибір лікарської спеціальності.
У 1898 році він приїхав до Граца, де отримав можливість навчатися в одного з піонерів клінічної бактеріології Теодора Ешеріха, відкривача кишкової палички. Той справив велике враження на молодого лікаря, сформувавши його інтереси ло мікробіології травної системи дітей і немовлят. Брудзінський виконав там експерименти, спрямовані на боротьбу з кишковим гниттям у немовлят з диспепсією, використовуючи кислотопродукуючий Bacillus lactis aerogenenes (тепер Enterobacter aerogenes), який зброджував цукри з утворенням молочної кислоти і газу.
Восени 1899 року Брудзінський виїхав до Парижа, працюючи, зокрема, й в дитячій клініці проф. Жака-Жозефа Гранше, через рік побував у лікарнях Великої Британії, а потім у Відні та Інсбруку, а також у Швейцарії та Кельні. Коли він повернувся до Варшави наприкінці 1900 року, то був всебічно освіченим педіатром із значною медичною практикою.
Працевлаштувався у Виховному домі отця Бодуена, одному з найстаріших дитячих закладів у Польщі, де пропрацював чотири роки поспіль, разом із педіатром і фотографом Людвіком Андерсом (Ludwik Anders). У 1904 році його запросили до Лодзі, запропонувавши посаду головного лікаря дитячої лікарні Анни Марії. Лише за кілька років лікарня значно розширилася, ставши одним із найсучасніших педіатричних закладів не лише в Польщі. На 10-му з'їзді лікарів і природодослідників у Львові в 1907 році він отримав золоту медаль за зразкову організацію цього закладу. У 1908 році започаткував перший в Польщі часопис з педіатрії. Співзасновник Польського педіатричного товариства. У 1909 році отримав без іспитів ступінь доктора медицини в Ягеллонському університеті. Восени 1910 року прийняв ще один виклик, який полягав у створенні з нуля запланованої лікарні Кароля та Марії у Варшаві, яка була урочисто відкрита в 1913 році і де його призначено головним лікарем.
Під час Першої світової війни Брудзінський активно долучився до створення основ майбутньої Польщі. Уже в 1915 році він прийняв за наказом німецького губернатора посаду ректора відродженого Варшавського університету, був членом Громадянського комітету міста Варшави, а в 1916 році почав обіймати посаду президента Варшавської міської ради. Без вагань підтримав ідею акту 5 листопада 1916 р., переконаний, що якщо щось можна зробити для майбутньої незалежності батьківщини, то не слід відкидати такий шанс, навіть якщо це означає співпрацю з загарбником. Незважаючи на наростаючі проблеми зі здоров'ям, він не відмовився від тягаря покладених на нього обов'язків. У 1917 році він намагався діяти лише легальними методами, тому суперечка між популярним тоді ректором і студентською молоддю почала розгортатися.
Восени 1917 року, спустошений політичними подіями (арешт Юзефа Пілсудського) та прогресуючою хворобою, він не погодився взяти участь у чергових виборах ректора. Передчасно помер 18 грудня 1917 року. На його надгробку викарбувано напис: «Він будував у дні сум'яття і сумнівів. Він палким серцем прийняв Вчора, Сьогодні і Завтра нації».

## Науковий доробок
Залишив по собі пам'ять не лише патріота, організатора дитячих лікарень, а й видатного діагноста та науковця. У 1908 році опублікована його стаття «Про рефлекс на нижніх кінцівках у дітей», яку можна назвати проривом у діагностиці неврологічних захворювань. У ній Брудзінський описав новий симптом, який він спостерігав у дитини з геміплегією, який він назвав «реципрокним рефлексом». Він показав, що при пасивному згинанні здорової кінцівки відбувається випрямлення ураженої кінцівки. У свою чергу пасивне згинання ураженої кінцівки призводить до випрямлення здорової кінцівки (нижній симптом Брудзінського). Пізніші клінічні дослідження довели, що рефлекс позитивний і у хворих на менінгіт.
За рік він опублікував результати своєї подальшої клінічної роботи. У статті «Про нові симптоми менінгіту у дітей» він показав, що при огляді дитини в положенні лежачи, при пасивному, загрудинному приведенні голови, виникає характерна контрактура зігнутих у колінах ніг з одночасним, іноді дуже сильним болем у область шиї. Він назвав це «шийним» рефлексом (верхній симптом Брудзінського). Через сім років, у 1916 році, у своїй праці «Про нові симптоми подразнення та запалення менінгеальних оболон» описав характерний рефлекс згинання нижніх кінцівок у результаті навмисного стиснення лобкового симфізу та виличної кістки. Він зазначив, що вищевказаний рефлекс є позитивним у випадках менінгіту та менінгізму. Він отримав назву «лобковий» рефлекс (середній симптом Бруджіньскі).
Обидва вищеописані симптоми назвали «верхнім» (шия) і «нижнім» (лобковий) симптомами Брудзінського. Звіти польського педіатра, опубліковані також німецькою та французькою мовами, стали предметом ширшої дискусії на міжнародній арені та, окрім симптому Керніга, досі є засобами неврологічного обстеження. Безсумнівно, ім'я Брудзінського є одним із найбільш згадуваних прізвищ польських лікарів у медичній літературі.
Цікавився клінічною бактеріологією. Розробив оригінальний метод боротьби з патогенними штамами бактерій із застосуванням антагоністичних штамів. Провів багаторічні дослідження епідеміологічних особливостей краснухи, кору, туберкульозу, скарлатини. Загалом був автором 55 наукових праць.

## Наукові роботи
- Ueber den Emulsionszustand des Fettes in der Gärtnerschen Fettmilch. «Therapeutische Monatshefte». 13, s. 478—486, 1899. / Про емульсійний стан жиру в жирному молоці Гертнера.
- Przyczynek do kwestyi o zatruciu rezorcynowem w wieku niemowlecym. „Gazeta Lekarska”. 19, s. 1034-1038, 1899 / Внесок до питання про отруєння резорцином у грудному віці
- Epidemia różyczki (Rubeola, Kur). „Gazeta Lekarska”. 19, s. 849; 881, 1899. / Епідемія кору